# Roatto
Roatto ist eine Gemeinde in der italienischen Provinz Asti (AT), Region Piemont.

## Lage und Einwohner
Roatto liegt rund 20 km nordwestlich von der Provinzhauptstadt Asti entfernt. Das Gemeindegebiet umfasst eine Fläche von sechs km² und hat 358 Einwohner (Stand 31. Dezember 2023). Die Nachbargemeinden sind Cortazzone, Maretto, Montafia, San Paolo Solbrito und Villafranca d’Asti.

## Kulinarische Spezialitäten
Bei Roatto werden Reben der Sorte Barbera für den Barbera d’Asti, einen Rotwein mit DOCG Status, sowie für den Barbera del Monferrato angebaut.